# لوكاس كريستن
لوكاس كريستن هو منافس ألعاب قوى سويسري، ولد في 1966.